# Tetrachroa edwardsi
Genre
Espèce
Tetrachroa edwardsi est une espèce de lépidoptères de la famille des Sphingidae, de la sous-famille des Smerinthinae et de la tribu des Sphingulini. 
Elle est l'unique représentante du genre monotypique Tetrachroa.

## Description
L'envergure est d'environ 100 mm. Les adultes sont gris foncé avec des marques blanches, et ont une grande zone rouge-fauve sur les ailes postérieures.

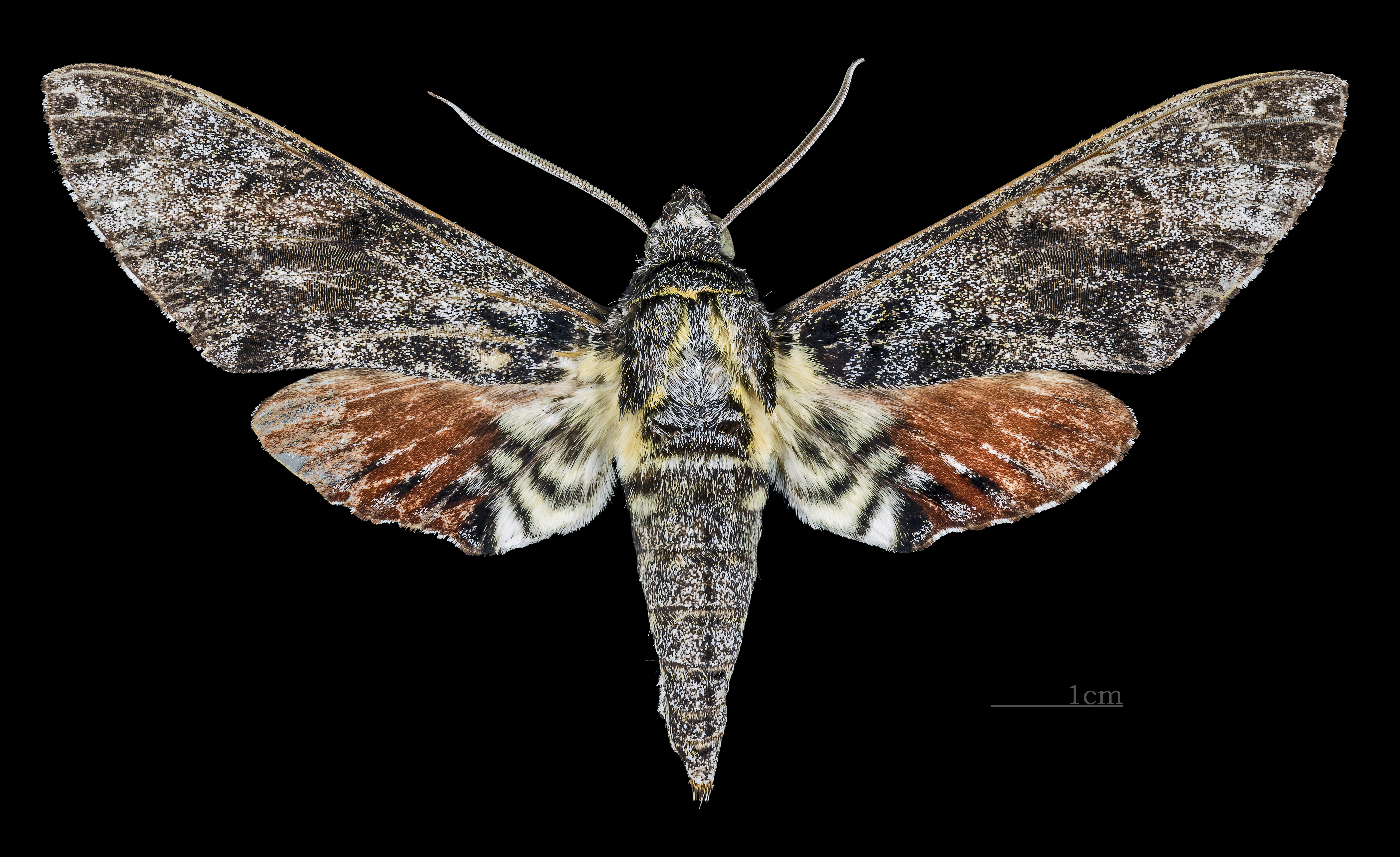
Face dorsale du mâle MHNT
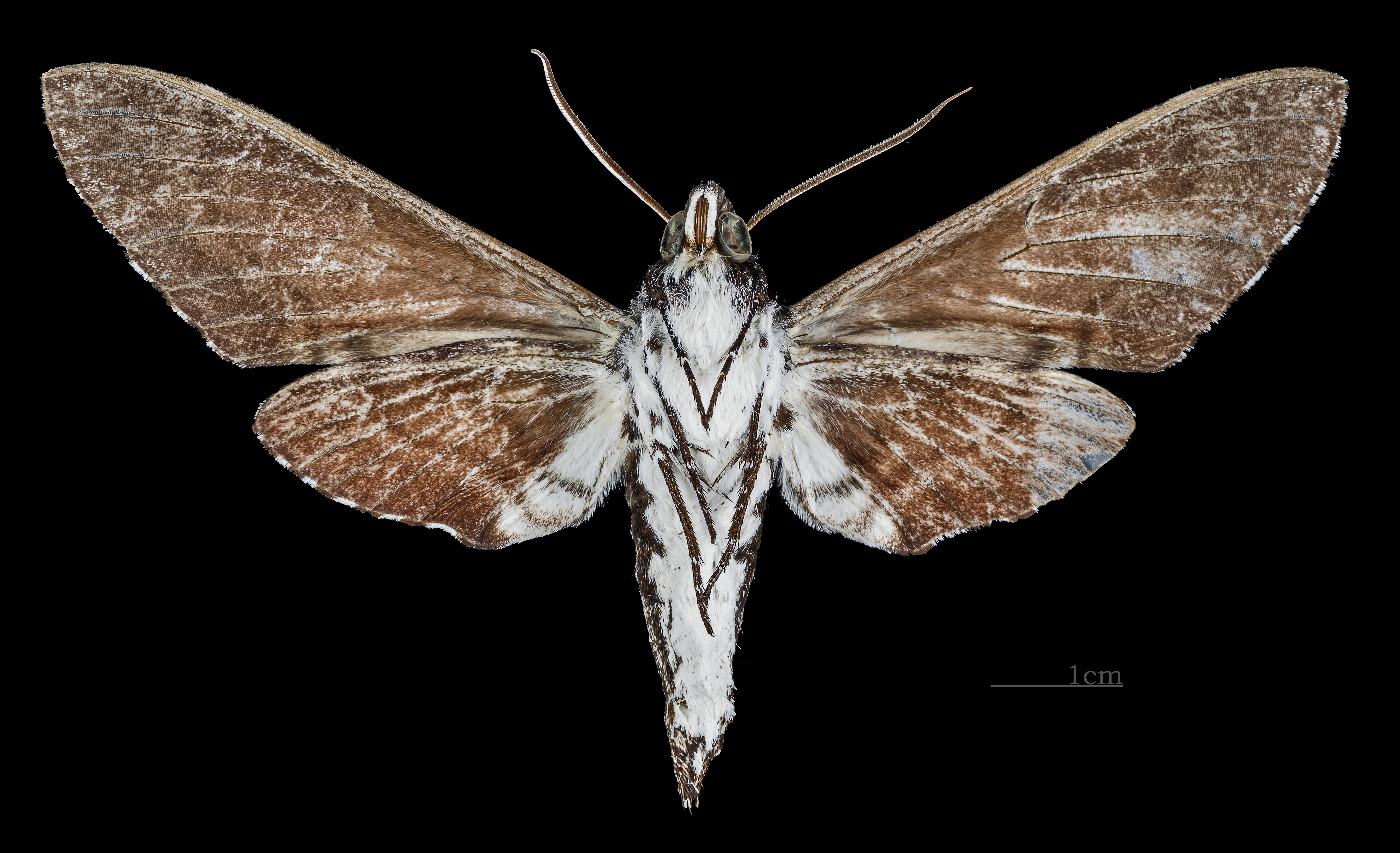
△ revers du mâle MHNT
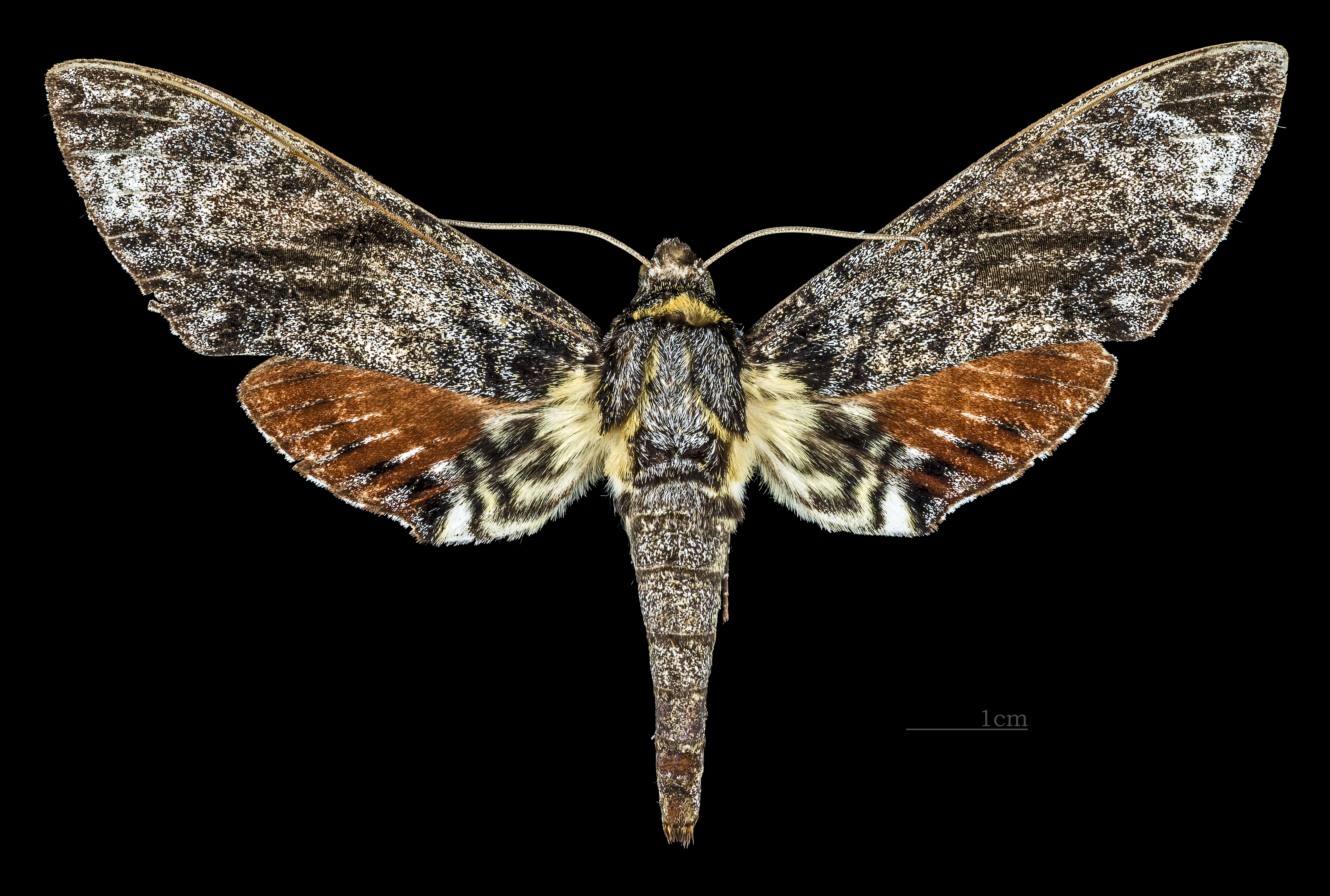
Face dorsale de la femelle MHNT
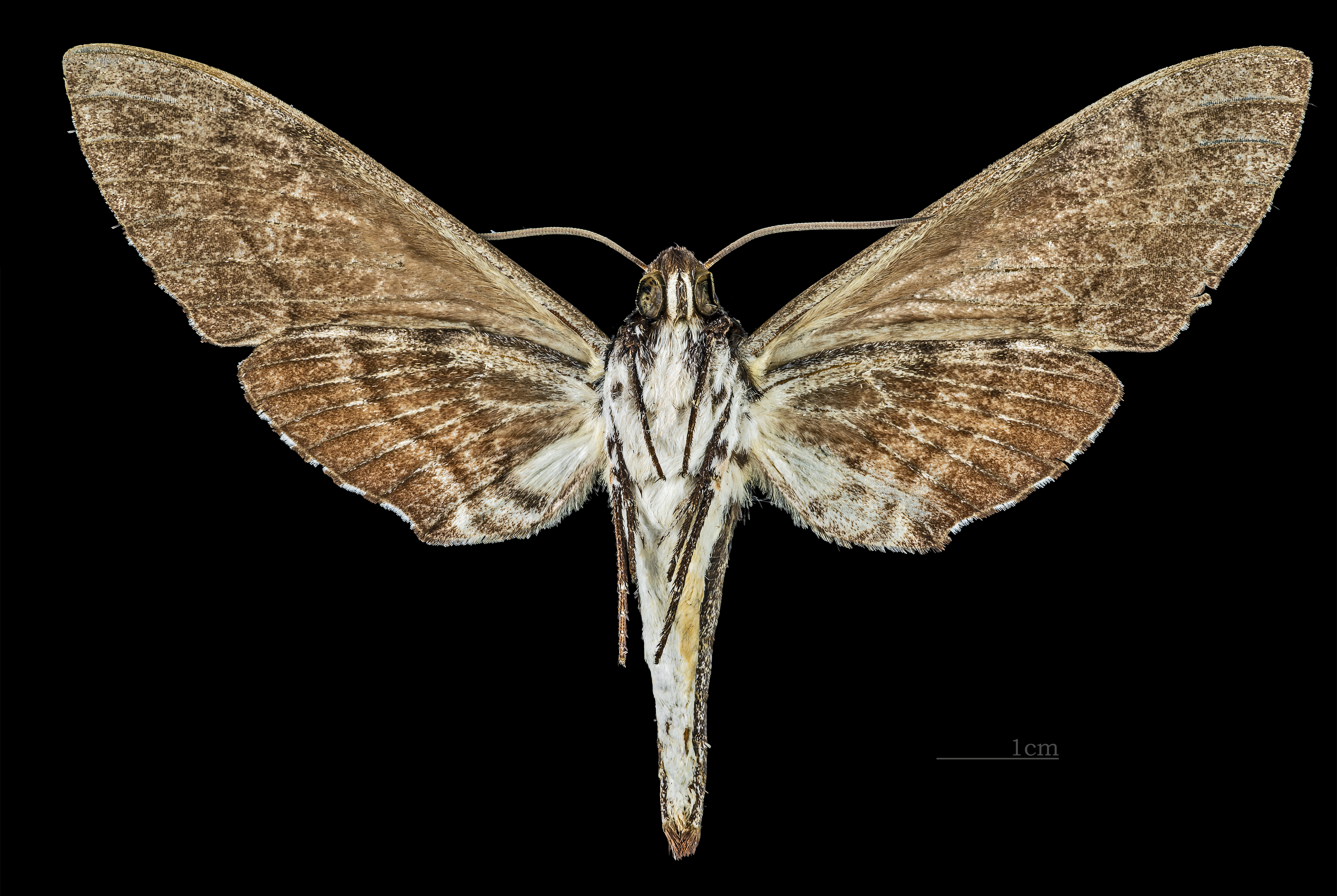
△ revers de la femelle MHNT

## Répartition et habitat
Répartition
L'espèce est connue en Australie dans le  Queensland et en Nouvelle-Galles du Sud.

## Systématique
L'espèce Tetrachroa edwardsi a été décrite par l’entomologiste australien Arthur Sidney Olliff en 1890, sous le nom initial de Macrosila edwardsi.
Son genre actuel Tetrachroa, dont elle est l'espèce type et l'unique espèce, a été décrit en 1903 par le zoologiste britannique Lionel Walter Rothschild et l'entomologiste allemand Karl Jordan.

### Synonymie
- Macrosila edwardsi Olliff, 1890
- Meganoton variegatum Rothschild, 1895